# Krivokljuni tinamu
Krivokljuni tinamu (lat. Nothoprocta taczanowskii) je vrsta ptice iz roda Nothoprocta iz reda tinamuovki. Živi u istočnim Andama u Peruu.
Tamne je boje. Glava i vrat su sivi. Kukma je crna, a grlo je blijedo-sivkasto. Letno perje je žuto-smeđe. Prsa su siva, ponegdje crnkasta. Prosječna veličina ovog tinamua je 36 centimetara.
Hrani se plodovima s tla ili niskih grmova. Također se hrani i malom količinom manjih beskralježnjaka i biljnih dijelova. Mužjak inkubira jaja koja mogu biti od čak četiri različite ženke. Inkubacija obično traje 2-3 tjedna.

## Vanjske poveznice
|  | Zajednički poslužitelj ima još gradiva o temi Nothoprocta taczanowskii |
|  | Wikivrste imaju podatke o taksonu Nothoprocta taczanowskii             |